# Magico
『magico』（マジコ）は、岩本直輝による日本のファンタジー漫画。『週刊少年ジャンプ』（集英社）において、2011年13号から2012年31号まで連載された。

## あらすじ
初めて都会へやってきた少女エマは、どういうわけか街中の男たちに言い寄られる。ついには王様に見初められ、強引に結婚させられそうになるが、魔法使いシオンのおかげで難を逃れる。シオンの説明により、エマは自分が世界を滅ぼすほどの魔力を心臓に宿している黒魔女（エキドナ）であること、その魔力を欲しがる魔法使い達に狙われる運命であることを知る。彼女は黒魔女の魔力を封印する儀式『魔女結婚儀（マジコ）』を行うため、シオンと共に数多の儀式に挑んでいく。

## 登場人物
声の項はVOMIC版のもの。

### 主要人物
シオン・エリファス・レヴィ
声 - 朴璐美
本作の主人公である魔法使いの少年。黒魔術師。髪は銀色。まだ若いが、鷹の翼の大陸最強と言われる西方三賢者の一人で、『紫銀の箒使い』の異名を持つ。
生まれは大魔術師の家系だが、満足に魔法が使えない落ちこぼれだった。だが母親は自分の息子が完璧では無いことが許せず、十人の子供を生贄に彼を魔人へと改造する「黒の儀式」を実行する。しかし儀式は失敗し、シオンは魔人どころか常人よりも遙かに能力の劣る、劣化人間になってしまった。その後は母親に骸山へ捨てられ、飢え死にしかけていたところをエマに助けられた。
それから10年後。助けてもらった恩を返すため、劣化人間でありながら西方三賢者の一人に数えられるほどの大魔法使いとなった。また、魔法だけでなく腕っ節も相当なものであり、拳の風圧だけで物を吹っ飛ばすほどである。そしてエマに宿る黒魔女の力を封印するための儀式『魔女結婚儀（マジコ）』を調べ上げ、黒魔女の封印に協力する。儀式のことを抜きにしてもエマの事を大切に想っているが、アニスに「乙女」と揶揄されるほど色事にはウブであり、彼女に対してその気持ちを露骨に表に出す事はない。また、かなりのツンデレである。
エマを救う事を目的に生きてきたため魔法や儀式に関する知識以外は持ち合わせておらず、基礎的な学力は小学校低学年レベル（九九の一の段すら暗唱できない）。またひどい味音痴で、料理の腕もすこぶる悪い。
機密とされる儀式の盗みや都市の官僚への暴行など、あわせて懲役8921年の大犯罪者であるが、その多くは苦しめられた人達を救うためにやった事である。
箒魔法
箒草の一本一本が筋肉繊維の如くパワーを持ち100tの物体も持ち上げることが出来る。手のように自在に操ることが出来、非常に強力だが習得の儀式も習得後の操作にも集中力を要する魔法であり、マロウニ曰く「使用出来るのはシオンただ一人」。習得儀式は「魔蟲（アギリ）を千匹箒で倒す」。また、箒魔法の強さは儀式中の魔蟲の強さ・数に比例し、現在のシオンは強さ・数ともに3倍の魔蟲を余裕で相手に出来る。
破鬼蒼刃（ラビッシュスイーパー）
箒魔法の一つ。箒魔法傀儡「改式」で、箒を刃のように硬質化させ、あらゆるものを切り刻む。
魔剣"箒星"（まけん ほうきぼし）
箒魔法の一つ。改造『裏』箒魔法で、シオンが自ら編み出した儀式により生み出された魔剣。振り下ろすと同時に無数の星を放ち、相手を吹き飛ばす。
思い出の掃討
裏箒魔法。自身の幸せな思い出を魔力として箒に捧げることで、魔法力を飛躍的に高め、複数の巨大な箒を召喚する。
2号箒エンケ
魔力をジェット機の推進力のようにして解き放つ。一瞬で地球を一周できるほどの速度を出せる他、応用して大砲のように噴射することも可能。
14号箒ヴォルフ
己の心臓の鼓動に合わせて攻撃力を変化させる箒。鼓動が速くなるほど魔力も高まる。
第27号箒クレンメソン
先端が強力な粘着性を持っており、光さえも捕えることが可能。
第20号箒ヴェストファール
先端が千の星の刃となっている。
壱号箒ハレー
超巨大な魔法力をエネルギーとして放出することが出来る。
火炎魔法
顔を火龍に変換させ、口から火を吹く。習得儀式は「火竜の角を狩り、それを燃やした煙をあびる」。
24house
創造系魔法。紙に描いた間取りの家を、24時間だけ召喚することが出来る。
エマ
声 - 茅野愛衣
本作のヒロイン、16歳。茶髪のロングヘアー。やや天然で、他人を信じやすい純粋な性格。ステレオタイプの東北方言（役割語）で喋ることが多い。肌を見せることに羞恥心が薄く、シオンの前でも平然と服を脱ぐことがある。普段はさほど目立たない地味な服装だがスタイルは良くかなりの巨乳でもあるため、脱いだり際どい格好になる度にシオンが鼻血を吹きだすのがお約束。 生まれつき黒魔女の力を宿しており、絶大な魔力を持っている。本人はその力に気付いていなかったが、幼い頃から人里離れた場所に隔離され、軟禁生活を余儀なくされていた。シオンと協力して、黒魔女の力の封印を図る。
自分のことに親身になってくれるシオンには心底感謝しており、彼の良き妻となるべく奮闘しているが、彼女自身は家事はあまり得意ではない（作中、少しずつ上達している）模様。料理に関しても、見た目も味もひどく、彼女自身が普通の味覚をしていることから自己嫌悪に陥るのが常である（自分で作った料理を口に入れた直後、吐き出していた）。また、非常に食いしん坊な一面も見せる。
前述の通り、生まれたときから軟禁生活をおくっていたためか、一般常識が少々ずれており、恋愛のこともあまり理解していなかった。そのためか、物語当初に助けてくれたシオンには好意的に接しても恋愛感情と言うよりは命の恩人という印象が強かった。しかし、儀式をしながら共に過ごしていく内に少しずつシオンのことを理解していき、常闇の三兄弟との戦いで彼に初めて告白されてからはシオンを異性として意識していき、永遠の絆の儀の競技でシオンの過去を聞いた際、本当の笑顔になれるまで彼をずっと支えたいと決意し、彼のことが大好きだと自覚した。また、ロゼッタがシオンにキスをした際は、泣きながら嫉妬していた。シオンの友人で西方三賢者の一人のレイブンからプロポーズされ、積極的にアプローチをかけられていたが、本人はシオンを一途に想っていたため、最終的には彼を振った。
ルー
辺境の地「アンドラ」の「悪魔の樹海」に住む少女。赤魔術師。自称「イケイケの魔法少女」及び「森の大スター」。食欲旺盛。
神泉ルナの水を浴びた母から生まれたが、エウロザに捨てられ、村人からも忌み嫌われていた。人気者になる為魔法を習得したが、その強大な力故に逆に敬遠され、結果「ルナへの人身御供」として樹海に捨てられた（彼女の口癖「イケイケ」は「イケニエ（生贄）」の間違い）。
本人はその事実を知らぬまま育つが、エマを狙うゾディアらとの戦いで真実を知り絶望する。しかしシオンとエマに存在価値を認められ、一行に加わる。シオン・エマの夫婦関係に対して娘的な立ち位置に収まり、また本人も2人を慕っている。
掌喚魔法 魔神連鎖（デスコンボ）
殴った回数に応じて、魔力を帯びた拳を呼び出すことができる魔法。習得儀式は「岩を百万回殴り続ける」。
魔熊破拳（イオマンテ）
5回殴ることで発動。掌を獣のような巨大な形状に変化させる。
魔風空拳（シルフ）
7回殴ることで発動。殴ると同時に竜巻を発生させ、相手を吹き飛ばす。
赤龍昇拳（レッドドラゴン）
10回殴ることで発動。竜を模した手甲を装備し、殴ると共に火炎を放つ。
シンデレラ・フィーバー
100回殴ることで発動。最強の破壊拳「冥王（プルート）」を掌換し、百発限定だが壊せないものは無い程のパンチ力を得る。
その溢れる力は肉体・精神を活性化させてしまう程強大であり、ルーは一時的に18歳の姿になる。
1発のパンチに複数発分のパンチ力を上乗せする事も可能と応用も効くが、百発殴ると元に戻りその副作用で気を失ってしまう。
冥王世界（カイパーベルト）
「シンデレラ・フィーバー」状態から繰り出される冥王魔奥義。手から目の前に強力なエネルギー球を発生させ、ぶつける。
アニス
声 - 山根舞
喋るメスの黒猫。シオンの保護者的存在。「降魔鈴」と呼ばれる鈴が何個も付いた首輪をつけている。
豊富な知識を持っており、魔法や儀式の解説をすることが多い。また黒猫を介した幅広い情報網も持っており、調査系の魔法でシオンをサポートすることもある。やや大人目線な言動が多く、ウブなシオンにちょっかいをかけたりする。
その正体はオズに仕える黒猫騎士団の団長。元々オズの命令でエキドナについて調査していたが、シオンたちを気遣い一行を離脱する。その後オズに嘘の報告をするも見破られ、殺されかけるがシオンに救われる。その後、シオンの説得やエマとルーの呼びかけに応じ彼らの元に帰ってきた。
ジーク
声- 岩崎正寛
シオンが移動する時に使う飛竜。サングラスをかけている。シオンが卵から育てた、家族のようなものらしい。
体内にはシオン達の家があり、住居も兼ねている。天気はジークが決める。
ライトニング
シオンの所有する、柄の先にカボチャのオブジェが付いた自称「世界最速」の空飛ぶ箒。江戸っ子の様な口調でしゃべりジークを「先輩」と呼ぶ。
普段の移動はジークで十分な為だろうか、あまりシオンに乗って貰える事がないらしい。

### 魔法使い

#### 西方三賢者
シオン・エリファス・レヴィ
主要人物の項を参照。
ゾディア・シンク
西方三賢者の1人。赤魔術師のSS。骸眼の王国の王族で、『緋空の皇帝』の異名を持つ。おだやかな風貌の青年だが、性格は冷淡。
その魔法で世界のあらゆる機関を掌握し、全ての民から敬愛されており、「英雄」と呼ばれる。だが、本人は自らの境遇に「孤独」を感じており、「誰もから蔑まれる存在」であるはずのシオンが、「孤独」を感じないことに対し、逆恨みのような感情を抱いている。
「黒魔女」を無限の可能性を秘めた究極の力とみなし、エマの命を狙っていた。
最終局面ではシオンらが到着する前にセフィロトとともにオズの討伐に乗り出すが、返り討ちにされる。
千翼魔法（エア・フォース）
蝙蝠のような黒い禍々しいオーラを放つ魔法。
暗黒鉄翼（ダーク・ロケット・シュート）
千翼魔法の一つ。翼の生えた無数の黒い拳を放つ。
神の翼
千翼魔法の一つ。神々しい巨大な翼を広げ、空を飛ぶことができる。
レイヴン
儀式学校の校長。史上最年少で就任した西方三賢者の一人。真面目で優しく、女性に対してはかなり奥手。シオンのことを親しみをこめて「しーちゃん」と呼んでいるが、彼からは苦手とされている。エマのことが好き。
学校内では彼のことを慕わないものはおらず、エマへの告白も学校総出で応援されていたほどである。普段は穏やかだが非道なことは決して許さない性格の持ち主。戦闘の際は顔つきが変わり、その実力も三賢者の名に恥じないものである。
エマにプロポーズし、積極的にアプローチをしていたが、自分が好きになったのはシオンを一途に想っているエマなのだと気付き、失恋した。
その後は未だに独身であり、いい女性を紹介するともいわれているが彼の恋は報われていない。
24時間授業（ヘル・レッスン）
創造魔法。一時間ごとに異なる姿に変身し、その姿に合った魔法（授業）を行使する。
17時限目「算数」
数式記号を使って攻撃する。ステッキで触れたものに対し、「+」でくっつけ、「-」で消滅させ、「×」で倍増させ、「÷」で分割することが出来る。
18時限目「理科」
理科の実験道具を使って攻撃する。フラスコの液体を爆発させる「バブルボム」などが使える。

#### 主要人物関係者
ガルラン爺
無謀者のみる夢に住む儀式屋。下半身がムカデとクワガタをかけ合わせたような姿をした蟲人族の老人。普段は壺に入って生活していて、上半身しか出していない。ドスケベ。
魔眼計の生みの親であり、対象者の全てを見通すことが出来る「真の魔眼」を持つ。
トト
ガルラン爺の助手。かなりのお喋り。シオンを「兄貴」と呼び、尊敬している。
ジュウベエ
永遠の絆の儀に参加する魔法使いの一人。額に傷跡のある侍のような男。月夜一族の生き残りで、アヤメの夫。
正々堂々とした戦いを好み、敵に対しても礼儀を欠かさない潔い性格。東洋一と呼ばれる実力を誇る魔術師。
見た目と肩書き通りに使用する魔法も強力だが、オキナが使用した魔法の代償により月夜一族は一定の場所に住めないという呪いのようなものをかけられている。
よって永遠の絆の儀に参加した理由は、エルラルドを手に入れて安息と定住の地を手に入れるため。そのためシオンに敗北したあとに強く落胆していた。
その後シオンの計らいにより、呪いを気にせずに暮らせるジークの体内を紹介され、「お隣さん」としてジークの体内で暮らすことになる。
アヤメ
永遠の絆の儀に参加する魔法使いの一人。和服を着た美女。月夜一族の生き残りで、ジュウベエの妻。
参加する理由は一族の願いを果たすため。大会の日まで夫に対しスリーサイズを偽っていたが、競技の最中にバレた。
召喚魔法・千呪鬼言（せんじゅきごん）
しりとりの要領で、口にしたものを召喚出来る魔法。1001回目の言葉を「鬼」に繋げると、全てを破壊する鬼神を召喚できるという。
「2人で行う」、「単語のみ有効」、「5分以内に次の言葉を言わなければ召喚物は消滅」、「『ん』で終わると自分に大ダメージ」という4つの制約がある。
ウラ・オキナ
月夜一族の祖先。「千呪鬼言」によって召喚される「鬼」の正体。鬼らしく角が生えている。
普段はただの好好爺だが、本気を出すと青年の姿になる。月夜一族に仇なす者を退治するが、退治に見合うだけの条件が必要となってくる。ややお調子者。
永遠の絆の儀により召喚され、シオンたちと戦う。鬼呪電覇によりアニスを除く全ての生き物の自由を奪うが、シオンのウブな性格を利用したアニスの策略により撃破された。その後、一族の反動を知ったシオンにより、ジュウベエ・アヤメ夫妻とその息子ムサシと共に仲間に加わる要因を作る事になる。
鬼呪電覇（きじゅでんぱ）
あらゆる生物の自由を奪い、自らと同じ行動をとらせることが出来る。魔力が強すぎるため、半径10km以内の全ての生物に有効。何故かアニスには効果がない。
ムサシ
月夜一族の生き残りで、ジュウベエとアヤメの息子。ヤンチャな性格だが、両親のことを心から尊敬している。
ネコ
名前不明。月夜一族と一緒にいる喋る斑猫。煙管を銜えている。鈴が1個付いた首輪をつけている。
ファウスト
シオンの兄。黒い長髪を束ねた青年。
世界中の女をこよなく愛するフェミニストで、女性が絡むと調子に乗る。鼻血の吹き方はシオンと全く同じ。ヨシュアからは「気味が悪い」と評された。
シオンを溺愛しているが、人体実験の道具として見るなどねじ曲がった感情を抱いており、シオンから怖れられている。彼の愛情はあくまでもシオンが自分よりも下だと思っているためのものであり、シオンが何かを成し遂げることを異常なほど嫌っている。その嫉妬心から禁じられた黒の儀式に手を染め、失敗して魔人になってしまった。そのため普段は変化魔法で人の姿に化けて行動している。
トンプの身体の中に潜んで永遠の絆の儀に潜入し、シオンと接触を図った。屍を操り「黒白主義」を発動させシオンを追い詰め、最終的には魔人化して彼を襲うが死闘の末敗れ、『魔人になる』という魔法が消え（正確には使えなくなり）自らの姿を偽らなくても人間の姿のまま行動することが可能になった。アインに連れられて撤退し、後にシオンに自らの楽しい思い出を犠牲にして作った『シオンの思い出を犠牲にしなくても魔法の箒を召還できる』オリハルコンの指輪を贈る。物語が終わった後、アインとの交際は順調の模様。
黒白主義（モノクロハート）
闇魔法の一つ。リバーシの原理で、挟まれたものを挟んだものへ変化させる。例えば死体と死体で生き物を挟むと、その生き物は死体になる。死体に変えられたものを生き物で挟むと元に戻すことができるが、本当に死んだ者をこの魔法で生き返らせることはできない。通常はファウストが触れた物にのみ効果が及ぶが、リバーシボードを出現させることで誰でもこの魔法を使えるようになる。
絶対黒白主義（モノクロハート・アルティメット）
魔人化により強化された黒白主義。森羅万象あらゆるものの性質、原理を反転させることが出来る禁魔法。
アイン
儀式屋の魔女。全身包帯だらけの黒髪の女性。クールな性格だが金に弱い。大会では契約上ファウストの妻となっていた（ファウスト自身に伝えてはいないが実はファウストにこの時点で恋をしていた）。ファウストにちょっかいを出されるたびに額に剣をさすのがお約束。
物語が終わった後も、ファウストと付き合っており今までのようにちょっかいを出されても剣をさすようなことはしていない。
呪血の藁人形（じゅけつのわらにんぎょう）
対象の髪の毛を藁人形に仕込み、それを自らの腕に打ちつけることで意のままに操れる。操れる数は人形一体に付き一人。己の血を注入することで強化させることも可能。ファウストとの契約料金は一体1000万らしい。
おせっかいババア
人の照れる所を的確に見抜き、えぐってくれる存在。魔女結婚儀の「魔婚礼服」の際に登場。

### 常闇の三兄弟
ガスパ
"常闇の三兄弟"の長男。黒魔術師。全身傷だらけの大男。黒魔女の力で、「世界中を皆殺しにする」ことを企む。
彼ら四兄弟はある儀式研究所にさらわれた子供。その研究所では子供たちに過酷な実験を課し、魔法の習得に成功した子供は洗脳され殺人兵器にされていた。ガスパ達四兄弟はガスパが「紅き騎士の断末魔」を習得した時、洗脳される前の隙をついて研究所を脱走した。だがその時既に末弟のリオネルは欠陥のある改造儀式の副作用で体が刃に変わり始めており、兄弟は名のある白魔術師の元を渡り歩きリオネルを治療しようとしたが、リオネルの姿を見た者達はリオネルを蔑み誰も関わろうとしなかった。そして治療は間に合わずリオネルは刃に変わって命を落とし、残されたガスパ達はリオネルを拒絶した人間を皆殺しにする事を誓った。
一度はシオンを圧倒するが、エマと繋ぐ指輪の力でシオンは回復、自ら傷をつくり巨大な剣で再戦するも、箒星の斬撃に敗れる。その後、「俺には大切なものを守れなかったが、お前は守ってやってくれ」とシオンに願いを託した。
単行本では加筆され、死を覚悟して止めを刺すよう懇願するもエマの説得により、生きる道を選ぶ。その後は魔神監獄（アケロン）へ出頭。地獄牢に収監され、120年に及ぶ拷問を受けることになる。
吸魂鬼（デスロール）
闇魔法の一つ。他者の魂を食らい、命を増やす禁じられた魔法。魂を食われた人間は、死人同然になる。
紅き騎士の断末魔（ハウルオブペイン）
全身の刀傷から真っ赤な剣を繰り出す。新しい傷口からも繰り出すことができ、剣の大きさは傷口の大きさに比例する。習得儀式は「一万回斬られること」
バルダザール
"常闇の三兄弟"の次男。黒魔術師。長髪の青年。
冷静沈着だが非常に冷徹な性格。加虐心が強く、人を傷つけ殺すことを何よりの楽しみとする鬼畜。
メルキオールに続く二番手として、ルーと対決。呪凍結を使いルーを圧倒するが、シンデレラ・フィーバーが発動したルーに返り討ちにされる。その後、ガスパの「吸魂鬼の闇魔法」により魂を抜きとられた。
邪氷魔法（じゃひょうまほう）
水分を凍らせ、武器にする魔法。水に分解することも出来る。
呪凍結（じゅとうけつ）
氷に触れた相手の生体器官を「凍結」させ、使用不可能にする。また、対象の「時」を止めることも可能。
邪氷華刃（じゃひょうかじん）
先端が尖った巨大な氷の華を放つ。
邪氷剛魔弾（アイスダイヤモンド）
巨大な氷の弾丸を放つ。
氷魔鎧（アイスアーマー）
邪氷を身に纏わせ、鎧を作りだす。
メルキオール
"常闇の三兄弟"の三男。黒魔術師。顔に包帯を巻いている少年。
無邪気だが残忍で、人の命を「ゴミ」扱いする。
アジトでシオン相手に先陣を切り、魔法で深手を負わせる。自らの魔法を逆に利用されて倒されたが、シオンに麻痺毒を遺した。その後、ガスパの「吸魂鬼の闇魔法」により、魂を抜きとられた。
風龍魔法（ふうりゅうまほう）
空気を龍の形に変え、相手を切り刻む旋風にして襲いかからせる魔法。
突（とつ）
無数の龍を突撃させる。
千龍ノ獄風（せんりゅうのごくふう）
風龍魔法奥義。巨大な竜の風を放ち、大竜巻を起こす。千日間止まない風が、相手の身体を切り刻む。
死竜の毒牙（しりゅうのどくが）
メルキオールの切り札。絶対に解毒が不可能とされる毒の風を浴びせ、相手の身動きを封じる。効果は15分。一度使うと一カ月魔法が使えなくなる。

### 永遠の絆の儀
ヨシュア
シオンのライバル的存在。『永遠の絆の儀』に出場する魔法使いの一人。額に第三の目を持つアルスノービルの民。イケメン。
見た目はさわやかだが口が悪く、満面の笑みでロゼッタ以外の女性には「ドブス」「豚（以下）」などと罵声を浴びせる。ロゼッタ曰く「本人に悪気は無い」らしい。シオンとエマに対しては特に顕著で、シオンを「にら箒」、エマを「乳デカ」などと酷い言いようだが、本心ではロゼッタと同様、二人を気に入っている。黒魔女の秘密について知っている。実力もかなり高く、オズを除けば作中唯一裏箒魔法を使ったシオンと互角に戦ったほどである。
元は竜の尾の王国の騎士団長を務めていたが、ロゼッタと駆け落ちして逃亡した。彼の目的は自分たちを殺そうとする国王を殺すこと。
災厄王の毒（ディザスター・ポイズン）
ヨシュアの悪口が込められた弾を発射する銃。食らうとその悪口が現実のものとなる。使用する際は口元に出現するチャックを開き大口を開け、そこから銃を取り出す。チャックを閉じると魔法も解ける。
災厄王の怪物園（ディザスター・ズー）
ヨシュアの悪口に込められた悪意を具現化した怪物を発射する銃。込められた悪意が強いほど強力な怪物が撃ち出される。ロゼッタの「王女のキス」による完全覚醒時のみ使用可能。
ロゼッタ
『永遠の絆の儀』に出場する魔法使いの一人。太陽色の髪を持つ美しい女性。その容姿はエマが憧れるほどである。
おしとやかな性格だが、競技でスリーサイズに関するクイズが出された時は、観衆の前で自ら全裸になるなど大胆な一面も持つ。キス魔でもあり、キスされた者の魔力を覚醒させる「王女のキス」を持つ。また、初対面でいきなりエマやシオン（この際エマは泣きながらシオンを庇っていた）にキスをしたりしている。エマに対しては狼狽えたり、見栄を張ったりしているところをかわいいと想うなど、気に入っている。
元は竜の尾の王国の王妃の一人。抜群の魔法センスの持ち主であったため、親に大金で竜の尾の王国の王に売られたが、登場のひと月前にヨシュアと駆け落ちし、国から逃亡した。
レイラ
永遠の絆の儀に登場したウンディーネ姉妹の長女。
一人称は「わらわ」。プライドが高い。幼い頃に黒魔女に遭遇した過去があり、エマを暗黒の海に引きずり込むが、黒魔女の力を感知して怯えてしまう。
暗黒の双子の海（ダークジェミニゾーン）
魔力で作られた暗黒の海に相手を引きずり込み、溺れさせ、精神を蝕む。
アリス
永遠の絆の儀に参加する魔法使いの一人。筋骨隆々な魔女。気性が荒く好戦的な性格で、魔法抜きで石の壁を陥没させるほど身体能力が高い。トンプのパートナー。
参加する理由は、トンプの両親に結婚を正式に認めてもらうため。ヨシュア、ロゼッタペアと戦い、指輪を奪われ敗北した。
狼女の狩猟（ウルフレディハント）
獣化魔法。巨大な狼人間に変身することで獣の身体能力を手に入れられるが、その代わり、獣の本能も加わるため、思考能力が鈍る。
トンプ
永遠の絆の儀に参加する魔法使いの一人。眼鏡をかけた小柄な男性。気が弱い。アリスのパートナー。
何かにつけてアリスを諌めようとするが、その度に逆に怒られている。何の能力を持っているかは不明。ファウストの入れ物にされていた。
ポドロフ
永遠の絆の儀に参加する魔法使いの一人。軍将校のような姿をした初老の男。ユーリアのパートナー。
熱血漢な性格で、戦いを前にすると周りが見えなくなる。シオンと戦うがあっけなく敗れる。その後ファウストに殺された。
鋼鉄の肉体（こうてつのにくたい）
魔鎧魔法（デスメイル）。自らの身体を強固な鎧にする。詠唱呪文はとてもかわいらしい。
ユーリア
永遠の絆の儀に参加する魔法使いの一人。軍将校のような姿をした女性。ポロドフのパートナー。
参加する理由は、魔法の家を最強の戦車に改造するため。物陰に潜み、弱った敵を襲うハイエナのような性格。ファウストに殺されたが、ファウストがシオンに敗北した事で生き返った。
ラトビア&リチカ
永遠の絆の儀に参加する魔法使いのコンビ。両者とも不気味な仮面を被っており、素顔は不明。
ファウストとアインが永遠の絆の儀に参加するために用意された仮の登録者。

### 魔術王の海上遊園地
ピヨコ
「ゴースト・キャッスル」を守護する魔造体。ヒヨコの着ぐるみを着た少女の姿をしている。自らが作った殺人お化けを操り、侵入者を攻撃する。
ストレンジ・ラビット・ジュニア
「ストレンジ・ラビット・ジュニアの殺人列車」を守護する魔造体。不気味なウサギの姿をしたマスコット。
自由自在に変化し、バラバラになっても死なない身体を持つ。遊園地に乗り込もうとするシオンたちを列車内で襲うが、レイヴンによって撃破された。
兎耳の殺人槍（ラビット・ランス）
耳を素早く伸ばして相手を突き殺す。

### 月
テュポーン・オズ
はじまりの魔術師。世界に初めて「魔法」を生み出した存在。アニスたち「黒猫」を造りだしたのも彼である。15年15ヶ月15日15時間15分15秒磔にされる儀式を行い、限界突破赤魔法を習得している。
元は普通の人間で、妻であるエキドナと共に奴隷として酷い扱いを受けていた。その状況を打開するため「魔法」を作り出し、一時はその状況から逃げ出すが、後に「魔法」を狙った人間たちの襲撃に遭い、エキドナを殺される。その恨みから「魔法」により人間をすべて滅ぼすことを誓った。
ゾディアら名だたる魔法使いを全滅に追い込み、さらにシオンらに対して圧倒的な力を見せ付けたが、「希望」の力を持ったシオンたちの魔法により撃破される。敗北してなお、「それでも……俺は、俺を誇るぞ」と確固とした意志を揺るがせることはなく、エキドナと共に永遠の世界へと旅立った。
葬槍・ブリューナク
魔力で作り出した巨大な槍を投げつける。
葬槍・ゲイボルグ
無数の槍の先から魔力を放って攻撃する。
聖体葬槍・ロンギヌス
全身に無数の槍が刺さり、下半身が無数の蛇となった姿に変化する。物体の存在そのものを消し去る闇のエネルギーで攻撃する。
エキドナ
黒魔女。オズの妻。現在は月そのものがエキドナの頭部となっている。
人間であったころ、夫オズの開発した魔法を狙った人間によって殺された。その後オズの手により、頭は月に、身体は地上にエマとして転生することとなった。
結果としてオズと共にシオンの前に敗れ去るも、滅びゆく最期の瞬間までオズを慕い、愛し続けた。

### その他
マロウニ・ゲイト
「東の国」に住む大富豪にして魔法使い。眼鏡をかけた知的な雰囲気の美男子。青魔術師。テレビ、電話等の通信系魔法を取得する儀式を開発し、莫大な富を得た。その情報システムにより、世界中で起こるあらゆる物事を熟知している。魔石ルベウスの所有者。
強欲かつ冷酷なサディスト。「貴重な体験」を愉しみとしており、目的のためには手段を選ばない。自身に戦う力は無いため、マロウニ警備隊という親衛隊を雇っている。
犬魔法をかけられた奴隷の少女たちをいたぶったことで、シオンの怒りを買う。さらに警備隊の魔法でエマを襲ったことでシオンの逆鱗に触れ、東の国もろとも撃破された。
無限番犬ケルベロス
マロウニ警備隊が使役する魔法。相手を噛み殺すまで無限に再生し、追尾し続ける犬を召喚する。
ガーネット
ゾディアと同じく、骸眼の王国の魔法使い。赤魔術師。『黒き処刑人』の異名を持つ、額に星型の痣がある大男。かなりの心配性。
召脚魔法（しょうきゃくまほう）
蹴った回数に応じて、魔力を帯びた靴を作り出すことが出来る魔法。
死神の処刑靴（ペナルティ・サイズ）
4回蹴ることにより発動。巨大な鎌が生えた禍々しい靴を召喚する。
スヴァ・ローグ
ある町に住む炎屋。乱暴者で喧嘩っ早い少年。
リリィの幼馴染で、彼女のガード。リリィに対して一途な想いを抱いており、彼女に手を出す者には容赦しない。
炎魔法で常に街中を騒がせているトラブルメーカーで、人々からは怖がられている。
アグニ
ローグが創りだした炎。ヒトダマのような姿に瓶底のような目とギザギザの口を持つ。ローグの体力を燃料にして、爆発的な破壊炎を生みだす。
アグニの炎で料理を作るとものすごく不味くなり、街灯の灯は明るくなりすぎるらしい。
シスター・リリィ
ローグと同じ町に住むシスター。プラリネの祝福を使う一族。ローグの幼馴染。
カロロン
無謀者のみる墓に住む魔法使い。賭け事でイカサマを得意とする策士。シオンを敵視している。
だが、何も知らないエマに300連敗した。
神父
ある町に住む神父。ローグとリリィの保護者。温厚な人柄で町民からの支持も高かった。ローグの扱いに手を焼いている。
しかしそれは見せかけの姿で、裏ではリリィの「プラリネの祝福」を使い、世界中の人間を自分にしか治せない病に侵し、それを治療することで永遠の富を手に入れようと企んでいた。教会の地下室にリリィを閉じ込め拷問していたが、シオンによって暴かれる。一時はシオン、ローグに対し優勢に立つが、最期はシオンが伸ばした箒を導火線に、ローグの炎による大爆発を受けて敗北する。その後、魔監獄に収監された。
呪縛魔法・黒手領域（カースアンタッチャブル）
巨大な蔓のような触手で、対象を捕縛、もしくは攻撃する。触手を破壊しようとしても、そのダメージは別に捕縛されている者に受け流される。
カフ
世界賢者機関のメンバー。小柄な魔法使い。大賢者の命で黒魔女を宿すエマを監視している。

## 作中世界における魔法
本作の世界において、魔法はあらゆる生活を支える技術として確立されており、テレビなどの通信網も魔法によって成り立っている。
儀式
魔法の習得のためには、それぞれ定められた儀式の手順に従う必要があり、強力な魔法ほど儀式も複雑かつ困難（習得者への負担、必要となる素材の希少性など）になっていく。その反面、儀式の内容がわかっていれば、特別な知識が必要ないものも多い。一度儀式を行えば無限に魔法が使える訳ではなく、魔法を使用すれば使用するほど魔法の使用可能回数が減っていきそれがゼロになればもう一度儀式を受けなければならない。
儀式の手順は、大別して以下の2つに分けられる。
収集（ギャザリング）
儀式に必要な素材を集めることを指す。
儀式（イニシエーション）
収集で集めたものを使い、儀式を行う。
魔法使いの種類・ランク
全世界に存在する魔法使いには、使用する魔法や儀式により、大別して4種類(+α)存在する。またその中でも、魔法使いの強さによって、上からSS〜Dのランクに分けられる。
赤魔術師
攻撃系の魔法を使う。肉体を酷使する過酷な儀式を行う。
青魔術師
職業系の魔法を使う。供物や祈祷による儀式を行う。
緑魔術師
創造系・魔法アイテムを生成する。複雑な供物を組み合わせることによる儀式を行う。
白魔術師
治癒系の魔法を使う。儀式法は未だ確立していない。
黒魔術師
上記のどれにも属さない魔法使いの呼び名。全ての魔法をSランク以上で使える。

### 魔女結婚儀（マジコ）
黒魔女の力を封印するために開発された儀式。何度も婚礼の儀を重ねることによって男女の絆を深め、黒魔女の力を抑え込むことができると言われている。
1. 結婚指輪
結婚指輪をはめる事で、黒魔女の魔力を抑える儀式。
2. 誓いのキス
お決まりの行為だが、これも立派な儀式の一つ。
3. 魔石装儀（デコレーション）
指輪に魔石ルベウスの力を宿すことで、黒魔女の力を封印する儀式。
4. 牛神渡儀（パッセージ）
リズムをとりながら100頭の牛の背を渡り切る儀式[1]。
5. 聖沐浴儀（パージ）
二人で呪文を絶えず唱えながら、神泉ルナに3時間浸かる儀式。呪文が途切れたら、最初からやり直しになる。
6. プラリネの祝福
病、不運、呪いなどをはねのける力を持つ、魔法の言葉で黒魔女の力を封印する儀式。ある一族に一子相伝で伝えられる魔法であるという。
7. 魔婚礼服（ドレスアップ）
アスラのブーケ、精霊王のドレス、聖竜のヴェールの三神着を必要とする儀式。
8. 魔法屋敷儀（マイホーム）
　魔法の家・エルドラドに住む儀式。
9. 太陽真珠（レッドパール）の儀
　魔力を持った真珠を見つけて飲みこむ儀式。エマの水着姿を長時間見なければならないため、シオンにとっては最も難しい儀式。[2]。
10. 魔封結婚式（ウェディング）
いくつもの儀礼を成し遂げて黒魔女の体を封印し消滅させる。儀礼は以下の通り。

瞳の中のキス
100の瞳に姿を映しながらキスをする。
乾杯交響曲
乾杯すると不思議な音を発する妖精のグラスで乾杯して曲を奏でる。
ウェディングケーキ入刀
ゴースト化した凶悪なケーキ怪物を2人で倒し、そのケーキを互いに食べさせ合う。
新婦のとっておき♡
参加者は新婦の料理を一品、必ず完食しなければならない（作るのはエマだったのでシオン以外は苦しい思いをしながら完食した。参加者からは「地獄が皿の上に載っている」「ある意味これが最大の試練」と言われ、この儀礼中は参加者の悲鳴が止まらなかった）。
絆との分かれ
最後の儀礼。新郎新婦が今までに出会ってきた人たちとの間に生まれた絆やつながりを失うことと引き換えに黒魔女の体を封印、消滅させる。新郎新婦、参加者全員は互いの記憶を忘れ出会ったことはなかったことになる。世界中のどこかにバラバラに飛ばされ、つながりはゼロとなり、全くの他人となってしまう。

## 用語
黒魔女（エキドナ）
500年に一度、絶大な魔力の結晶を心臓に宿し生誕する女性。魔力は16年で成熟し、その時に黒魔女の心臓を手に入れたものは、世界を滅ぼすほどの圧倒的な力を手に入れることが出来るという。
黒魔女の特徴として、魔力を測定する水晶の異常反応、人を異常なまでに惹きつける等の現象が起きる。また、胸にハート型の痣がある。

### 魔具
星眼地図（ほしのめのちず）
空に飛ばした星の眼が、目的地までナビゲートしてくれる地図。
魔石ルベウス（ませき-）
魔石装儀でシオンが使用した魔石。マロウニが所持していた。
魔眼計（まがんけい）
相手の儀式経歴・保有魔法とその残量などを見通すことが出来る道具。
魔眼の涙（まがんのなみだ）
ガルラン爺の涙。一度だけ、半径30km以内の隠蔽系魔法を見破ることが出来る。
三神着（さんじんぎ）
魔女結婚儀（マジコ）の魔婚礼服（ドレスアップ）に必要。強力な魔力を持ち、アスラのブーケ、精霊王のドレス、聖竜のヴェールの三つが揃うと、着た者の感情の高まりによって、強固な鎧や攻撃的な武器に変形する。
エルドラド
魔法の家。自由自在に出したりしまったり出来る。
黒き7つの宝匣（ダーク・セブン・シリーズ）
大魔術師ピルサが、死後所有する財産を封印した7つの匣。多くの冒険者が宝を求めて挑み、命を落とすため、「冒険者たちの棺」と呼ばれる。
不死鳥の三本尾（フェニックスのトリプル）
世界にわずか数匹しかいない、魔力を持つ鳥・不死鳥の力の源となる尾。「魔術王の海上遊園地」のアトラクション全てをクリアするともらうことが出来る。

### 種族名
蟲人族（キリト）
世界でも珍しい、半人半蟲の種族。
魔蟲（アギリ）
蟲人族の細胞から生み出される魔物。クワガタのような姿をしている。箒魔法を会得するための儀式に使用される。
炎屋（ほむらや）
炎に命を吹き込み、様々な特性を与える緑魔術師の亜種。炎の使用用途は術者によって様々。

### 地名
鷹の翼の大陸（イグリアス）
物語の舞台となる大陸。
鷹の眼王国（ホークアイ）
魔法都市。
骸眼の王国（スカルアイ）
ゾディアらが統治する大国。
東の国（エデン）
大富豪たちが集まる国。入れる者は著名な富豪たちや、招待状を受け取った者に限られる。シオンにより壊滅させられた。
アンドラ
鷹の翼の大陸の辺境にある土地。神泉ルナがあるといわれる。
悪魔の樹海
アンドラの最深部に存在する、神泉ルナがあるとされる樹海。神泉ルナの魔力により、様々な動植物が異常な変貌を遂げている。
エウロザ
悪魔の樹海のふもとにある村。5年周期でルナの異変が起こるたび、人身御供の儀式を行っている。
神泉ルナ（しんせん-）
聖なる力を持つと言われる伝説の泉。一定時間その水を浴びるだけで、あらゆる病を治すことが出来るが、人が触れると雷のような激痛が走り、まともに浸かることはできないと言われる。また、溢れ出る魔力によって、周囲のあらゆるものに変異をもたらし、空間すら歪んでいるらしい。別名「悪魔の慈悲」。
無謀者のみる墓（フール・タウン）
儀式や魔法アイテム生成に役立つ道具を売っている町。シオンが儀式を行った場所でもあり、町民から邪険にされることも無い。
魔神監獄（アケロン）
魔法刑務所。
術王の海上遊園地（マジカル・パーク）
黒き7つの宝匣の5匣目の世界。アトラクションをクリアするごとにスタンプがもらえ、スタンプの数に応じてもらえる宝物が決まる。
ストレンジ・ラビット・ジュニアの殺人列車
第1アトラクション。列車内で襲ってくるストレンジ・ラビット・ジュニアを倒せばクリアとなる。
ゴースト・キャッスル
ピヨコの操る殺人お化けを撃破し、お化け屋敷を抜けるとクリアとなる。
地獄一周旅行（ヘルジェットコースター）
コースを一周して全員無事ならクリアとなる。途中で車両ごとに別々のコースへ飛ばされる仕掛けになっている。

### その他
常闇の三兄弟（マギ）
長男ガスパ、次男バルダザール、三男メルキオールの三人の大盗賊。大陸中で盗みと殺戮を繰り返した特A級犯罪黒魔術師。
永遠の絆の儀（ベストカップルコンテスト）
50年に一度行われる全世界で最も絆の強い魔法使い夫婦を決める競技大会。大会の優勝者は次の大会までの間魔法の家・エルドラドに住む権利を得る。
世界賢者機関（セフィロト）
全世界の魔法使いを統治する機関。4人の大賢者・東西南北の11賢者、秘されし賢者によって構成される。国家よりも上の権限を持つ世界の中枢。機関の人間は目印として白銀蛇の杖を持つ。

## 書誌情報
- 岩本直輝 『magico』 集英社〈ジャンプ・コミックス〉、全8巻
  1. 「Ceremony of fate」2011年7月9日第1刷発行（7月4日発売[集 1]）、ISBN 978-4-08-870262-9
  2. 「For you」2011年9月7日第1刷発行（9月2日発売[集 2]）、ISBN 978-4-08-870290-2
  3. 「Meteoric shower」2011年12月7日第1刷発行（12月2日発売[集 3]）、ISBN 978-4-08-870308-4
  4. 「With all one's heart」2012年2月8日第1刷発行（2月3日発売[集 4]）、ISBN 978-4-08-870377-0
  5. 「Desperately」2012年4月9日第1刷発行（4月4日発売[集 5]）、ISBN 978-4-08-870406-7
  6. 「Recollections made with you」2012年6月9日第1刷発行（6月4日発売[集 6]）、ISBN 978-4-08-870432-6
  7. 2012年8月3日第1刷発行[集 7]、ISBN 978-4-08-870481-4
  8. 2012年10月4日第1刷発行[集 8]、ISBN 978-4-08-870520-0

## ヴォイスコミック
集英社のヴォイスコミック「VOMIC」として、2011年10月にジャンプ専門情報番組『サキよみ ジャンBANG!』にて放送され、同年11月からVOMIC公式サイトで配信された。
キャスト
主要担当声優は上述。ここではそれ以外のキャストについて記す。
- 王様 - 石住昭彦
- 魔法使い - 中条サエ子
- ナレーション - 佐々木睦